# Вепсская литература
Ве́псская литерату́ра — литература вепсов на вепсском языке.

## Вепсский фольклор
Среди эпических жанров фольклора представляют интерес зачатки исторического эпоса — предания о первых насельниках местного края, так называемых панах-предках, а также о древней чуди. Развит сказочный эпос (волшебные, бытовые, сатирические сказки). Довольно устойчиво сохраняются некоторые жанры обрядового фольклора, например, погребальные причитания. Широко бытуют разнообразные пословицы, поговорки, крылатые выражения.

## XX—XXI века
Создание вепсской письменности было начато в 1931 году, когда были изданы учебники для школ, хрестоматии, словари. Но в 1938 году вепсскоязычные книги были сожжены, а учителя и другие общественные деятели арестованы и высланы из родных мест.
Зарождение вепсскоязычной литературы в Карелии началось в первые годы Перестройки. В 1980-е годы на совещании молодых писателей в карельском отделении Союза писателей СССР были представлены начинающие писатели-вепсы: Рюрик Лонин, Эдуард Бронзов, Вячеслав Сидоров. На вепсском языке писала поэтесса Алевтина Андреева (1938—2001) из села Шёлтозеро.
Современные писатели: А. В. Петухов, Н. В. Абрамов, Н. Г. Зайцева.

## Вепсские авторы

### На русском и вепсском языках
- Абрамов, Николай Викторович (1961—2016)
- Петухов, Анатолий Васильевич (1934—2016)
- Пулькин, Василий Андреевич (1922—1987)

### Переводы
- Эдуард Бронзов перевёл стихотворение белорусского поэта Янки Купалы «A ken sigä mäneb? (А кто там идет)» это был один из первых художественных текстов на вепсском языке.
- Нина Зайцева перевела на вепсский язык «Калевалу».
- Николай Абрамов перевёл произведения:

- Уильяма Шекспира,
- Рабиндраната Тагора,
- Поля Верлена,
- Александра Пушкина,
- Льва Толстого,
- Сергея Есенина,
- Бориса Пастернака,
- Николая Рубцова,
- Николая Клюева,
- Владимира Высоцкого,
- Евгения Евтушенко.